# Ernesto Bessone II

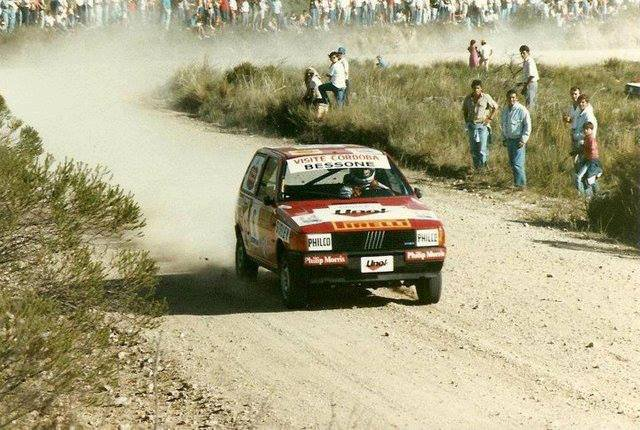
Ernesto Bessone en el Desafío de los Valientes de 1989.

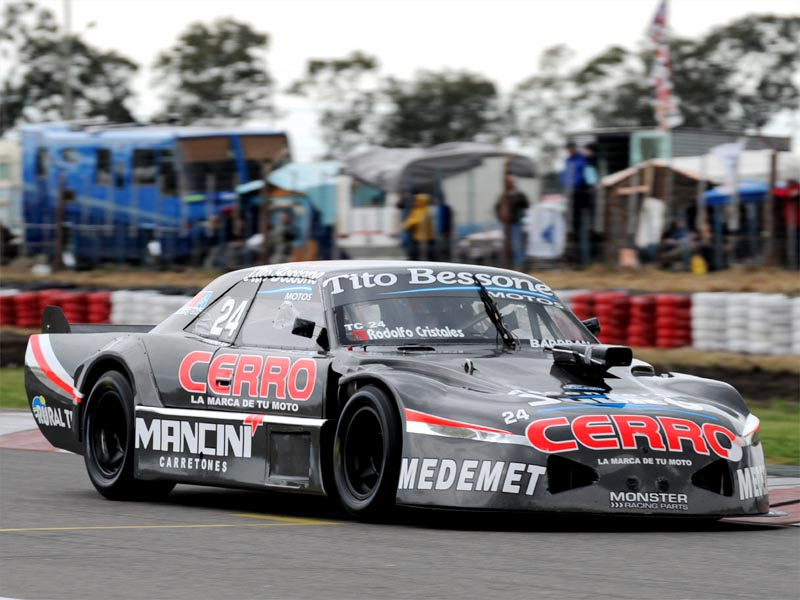
Bessone corriendo en Turismo Carretera con Dodge.

Ernesto Celestino Bessone (Mataderos, Buenos Aires, 3 de abril de 1958), también conocido como Tito Bessone, es un piloto argentino de automovilismo. Reconocido a nivel nacional por haber incursionado en las categorías más importantes del automovilismo de su país, es el único piloto en la historia que obtuvo por lo menos un título en cada una de las categorías consideradas en la actualidad como las más importantes del automovilismo argentino: el Turismo Carretera, el Turismo Competición 2000, la Top Race y el Turismo Nacional. Fue campeón además de las extintas categorías Supercart y Club Argentino de Pilotos. En su palmarés acumula un total de ocho coronas, siendo tricampeón del CAP y obteniendo en el TC, TC2000, Top Race, Turismo Nacional y Supercart, un título de cada una. Es considerado como uno de los más grandes iconos del automovilismo argentino de todos los tiempos, formando parte de una importante galería de valores nacionales en el que también figuran rivales como Juan María Traverso, Luis Rubén Di Palma, Cocho López, Guillermo Ortelli y Omar Martínez, entre otros.
En su familia, además de él, su padre Ernesto Bessone (1923-2010) fue piloto y también campeón del Turismo Nacional en 1985. Asimismo, sus hijos Ernesto III, Juan Pablo y Figgo también compiten, incursionando esporadícamente en las divisionales menores de la Asociación Corredores de Turismo Carretera.

## Trayectoria
Realizó sus primeras carreras en Turismo Nacional con la marca Peugeot en 1979, y más adelante pasó a competir con Fiat. Curiosamente, su padre fue también piloto de Turismo Nacional, consagrándose campeón en la Clase 2 en 1985 con un Alfa Romeo.
Posteriormente debutó en el TC 2000 en la carrera de Las Flores (1982) alquilándole un Dodge 1500 a Luis Rubén Di Palma.
Se afianzó como piloto y fue revelación en el Club Argentino de Pilotos (categoría monomarca que empleaba Datsun 280 ZX), donde fue campeón de los torneos 1983 y 1984.
En 1985 comenzó a participar regularmente en el TC 2000, alcanzando allí un éxito doble: su primera victoria en la carrera de Las Flores y la primera victoria para la cupé Renault Fuego.
Bessone lograría su consagración al debutar y ganar con un Ford Falcon propiedad de Felipe Salgado en la carrera de TC del 22 de diciembre de ese año en Buenos Aires.
A pesar de la victoria con la Fuego en TC 2000, Bessone quedaría ligado a la marca Ford dado que en 1986 comenzó a participar con un Ford Sierra. Con este modelo, "Tito" ganó 16 carreras en 9 torneos. En 1995 debió cambiar de modelo utilizando un Escort, auto con el cual lograría su único y muy buscado título en la categoría, en 1996. Luego de lucir el número 1 en su Ford, Bessone firmó contrato con Chrysler en 1998 para correr con un Neón con el que se retiraría de la categoría al finalizar el campeonato del año 2000. En 2004 volvió a participar de los 200 km de Buenos Aires por invitación del equipo de Brian Berta y compartió un Ford Focus I con Crispín Beitía, finalizando quintos. Dos años después mejoró su performance al lograr el tercer escalón del podio junto con Fabián Flaqué, esta vez con el Focus del equipo RV Competición.
El retiro del TC 2000 le valió a Bessone poder centrar sus fuerzas en lograr el campeonato que le faltaba, el de Turismo Carretera.
Mientras el TC utilizó circuitos ruteros, Bessone no había participado regularmente de los campeonatos salvo en 1990. A partir de la decisión de no utilizar más los circuitos semipermanentes, "Tito" se volcó a participar en TC de modo continuo y si bien siempre estuvo ligado a la marca Ford, la firma con Chysler en el TC2000 hizo que cambiara el Falcon por una cupe Dodge GTX. Así Bessone pasó a ser el defensor de la marca en este campeonato, fue el primer ganador con el motor Cherokee y luego de 5 años de esfuerzo se alzó con el título, en 2003.
Posteriormente, participó con la misma marca en TC, luego de un fugaz paso por Torino en 2006. En 2005 formó parte del novedoso proyecto de Top Race V6 al unir el fútbol con el automovilismo conduciendo un Ford Mondeo, siendo el piloto del auto principal del Club Atlético Boca Juniors.
Se había retirado de la práctica profesional del automovilismo en 2009, compitiendo en el Turismo Carretera. Sin embargo, en 2013 anunció sus intenciones de volver a competir dentro del Turismo Nacional, participando en la Clase 3 de esa categoría, al comando de un Ford Focus II.
Desde entonces y hasta su retiro definitivo en 2019, Bessone compitió principalmente en TN, pero también fue parte de varias carreras de TC como invitado y corrió la temporada 2018 de TC Pick Up, donde ganó una carrera y finalizó sexto.

## Resumen de carrera
| Temporada | Categoría                                         | Equipo                                                | Carreras | Victorias | Poles | VR  | Podios | Puntos | Pos. |
| --------- | ------------------------------------------------- | ----------------------------------------------------- | -------- | --------- | ----- | --- | ------ | ------ | ---- |
| 1979      | Turismo Nacional Clase C                          | s/d                                                   | s/d      | 0         | s/d   | s/d | 0      | -      | NC   |
| 1980      | Turismo Nacional Clase C                          | s/d                                                   | s/d      | 0         | s/d   | s/d | s/d    | 18     | 13.º |
| 1981      | Turismo Nacional Clase D                          | s/d                                                   | 6        | 1         | 0     | 0   | 2      | 62     | 6.º  |
| 1982      | Turismo Nacional Clase 8                          | s/d                                                   | 3        | 2         | s/d   | s/d | 3      | 20     | 3.º  |
| 1982      | Turismo Nacional Clase 12                         | s/d                                                   | s/d      | 0         | s/d   | s/d | 0      | 10     | 17.º |
| 1982      | Turismo Competición 2000                          | Bessone Competición                                   | 5        | 0         | 0     | 0   | 1      | 28     | 9.º  |
| 1983      | Turismo Nacional Clase 3                          | s/d                                                   | 1        | 0         | s/d   | s/d | 1      | -      | -    |
| 1983      | Club Argentino de Pilotos                         | s/d                                                   | s/d      | 4         | s/d   | s/d | 10     | 177    | 1.º  |
| 1983      | Turismo Competición 2000                          | Carlos Akel Competición                               | 1        | 0         | 0     | 0   | 0      | -      | NC   |
| 1984      | Club Argentino de Pilotos                         | s/d                                                   | s/d      | 7         | s/d   | s/d | 14     | 240    | 1.º  |
| 1985      | Club Argentino de Pilotos                         | s/d                                                   | 1        | 0         | 0     | 0   | 1      | 15     | 19.º |
| 1985      | Turismo Competición 2000                          | Bessone Competición                                   | 6        | 1         | 1     | 0   | 2      | 33     | 10.º |
| 1985      | Turismo Carretera                                 | Felipe Salgado                                        | 1        | 1         | 0     | 0   | 1      | 22,5   | 18.º |
| 1986      | Club Argentino de Pilotos Nissan 300              | s/d                                                   | s/d      | 2         | s/d   | s/d | 5      | 93     | 4.º  |
| 1986      | Turismo Competición 2000                          | Herceg Competición Akel Competición                   | 11       | 1         | 3     | 2   | 3      | 69     | 5.º  |
| 1987      | Turismo Nacional Clase 4                          | s/d                                                   | s/d      | 0         | s/d   | s/d | 0      | -      | NC   |
| 1987      | Turismo Competición 2000                          | Akel Competición                                      | 12       | 2         | 2     | 2   | 7      | 115    | 3.º  |
| 1988      | Turismo Carretera                                 | Deambrosi Salgado Competición                         | 6        | 2         | 1     | 1   | 2      | 66     | 22.º |
| 1988      | Turismo Competición 2000                          | Akel Competición Herceg Competición                   | 14       | 1         | 1     | 0   | 2      | 58     | 7.º  |
| 1988      | Club Argentino de Pilotos Nissan 300              | s/d                                                   | s/d      | s/d       | s/d   | s/d | s/d    | s/d    | 1.º  |
| 1989      | Turismo Competición 2000                          | Akel Competición                                      | 12       | 0         | 2     | 0   | 3      | 72     | 5.º  |
| 1990      | Turismo Carretera                                 | Asociación Deportiva Automovilística Quilmes          | 7        | 0         | 0     | 0   | 1      | 53     | 22.º |
| 1990      | Turismo Competición 2000                          | Akel Competición                                      | 13       | 0         | 1     | 0   | 1      | 54     | 8.º  |
| 1991      | Turismo Carretera                                 | Asociación Deportiva Automovilística Quilmes          | 1        | 0         | 0     | 0   | 1      | 20,5   | 41.º |
| 1991      | Turismo Competición 2000                          | Bessone Competición                                   | 14       | 3         | 3     | 2   | 3      | 97     | 5.º  |
| 1992      | Turismo Competición 2000                          | Bessone Competición                                   | 14       | 5         | 2     | 3   | 8      | 173    | 2.º  |
| 1993      | Turismo Carretera                                 | Autopeña Pergamino                                    | 1        | 0         | 0     | 0   | 0      | 1,75   | 95.º |
| 1993      | Turismo Competición 2000                          | Bessone Competición                                   | 14       | 3         | 3     | 6   | 6      | 124    | 4.º  |
| 1994      | Turismo Carretera                                 | Autopeña Pergamino                                    | 1        | 0         | 0     | 0   | 0      | -      | NC   |
| 1994      | Turismo Competición 2000                          | Bessone Sport                                         | 14       | 1         | 2     | 2   | 8      | 140    | 2.º  |
| 1994      | Supercart                                         | s/d                                                   | s/d      | s/d       | s/d   | s/d | s/d    | s/d    | s/d  |
| 1995      | Turismo Carretera                                 | Oscar Castellano Colloca Competición                  | 2        | 0         | 0     | 0   | 0      | 4,5    | 82.º |
| 1995      | Turismo Competición 2000                          | Esso Competición                                      | 14       | 1         | 2     | 3   | 8      | 137    | 3.º  |
| 1995      | Supercart                                         | s/d                                                   | s/d      | s/d       | s/d   | s/d | s/d    | s/d    | 1.º  |
| 1996      | Turismo Carretera                                 | Colloca Competición Salgado Competición Bessone Sport | 9        | 1         | 1     | 0   | 2      | 73     | 18.º |
| 1996      | Turismo Competición 2000                          | Esso Competición                                      | 12       | 4         | 3     | 2   | 7      | 146    | 1.º  |
| 1996      | Supercart                                         | s/d                                                   | s/d      | s/d       | s/d   | s/d | s/d    | s/d    | s/d  |
| 1997      | Turismo Carretera                                 | Ramini                                                | 11       | 0         | 0     | 0   | 0      | 66,5   | 20.º |
| 1997      | Turismo Competición 2000                          | Esso Competición                                      | 28       | 4         | 1     | 6   | 6      | 186    | 6.º  |
| 1997      | Top Race                                          | Lepiane Motorsport                                    | 6        | 1         | 0     | 1   | 1      | 38     | 12.º |
| 1997      | Campeonato Sudamericano de Turismos               | Proas Team                                            | 2        | 0         | 1     | 0   | 0      | -      | -    |
| 1998      | Turismo Carretera                                 | Bessone Competición                                   | 3        | 1         | 0     | 0   | 1      | 34,5   | 29.º |
| 1998      | Turismo Competición 2000                          | Chrysler Esso                                         | 28       | 0         | 0     | 0   | 1      | 70     | 10.º |
| 1998      | Campeonato Sudamericano de Turismos               | Bessone Sport                                         | 8        | 0         | 0     | 0   | 3      | 46     | 8.º  |
| 1999      | Turismo Carretera                                 | Bessone Motorsport                                    | 16       | 0         | 3     | 3   | 3      | 143    | 6.º  |
| 1999      | Turismo Competición 2000                          | Chrysler Esso                                         | 28       | 1         | 0     | 2   | 2      | 87     | 11.º |
| 2000      | Turismo Carretera                                 | Bessone Sport                                         | 16       | 1         | 1     | 1   | 4      | 191,5  | 3.º  |
| 2000      | Turismo Competición 2000                          | Chrysler Movicom                                      | 14       | 1         | 0     | 0   | 3      | 55     | 11.º |
| 2000      | Top Race                                          | Bessone Competición                                   | 14       | 1         | 0     | 0   | 3      | 112    | 6.º  |
| 2001      | Turismo Carretera                                 | Bessone Sport                                         | 16       | 1         | 0     | 1   | 2      | 137,5  | 7.º  |
| 2001      | Turismo Competición 2000                          | Mitsubishi Racing                                     | 1        | 0         | 0     | 0   | 0      | 3      | 28.º |
| 2001      | Top Race                                          | Bessone Competición                                   | s/d      | 0         | 1     | s/d | s/d    | 105    | 6.º  |
| 2002      | Turismo Carretera                                 | Alifraco Sport                                        | 15       | 0         | 0     | 1   | 3      | 145    | 7.º  |
| 2003      | Turismo Carretera                                 | Bessone Competición                                   | 16       | 1         | 0     | 2   | 5      | 192,5  | 1.º  |
| 2003      | Turismo Nacional Clase 3                          | s/d                                                   | 9        | 3         | 1     | 1   | 5      | 127    | 1.º  |
| 2004      | Turismo Carretera                                 | Bessone Competición                                   | 16       | 1         | 0     | 0   | 2      | 159    | 6.º  |
| 2004      | Turismo Competición 2000                          | Berta Motorsport                                      | 1        | 0         | 0     | 0   | 0      | -      | -    |
| 2004      | Top Race                                          | Vitelli Competición                                   | s/d      | 2         | 1     | s/d | s/d    | 245    | 1.º  |
| 2005      | Turismo Carretera                                 | Bessone Competición                                   | 16       | 0         | 0     | 1   | 0      | 103    | 13.º |
| 2005      | Turismo Competición 2000                          | Toyota Team Argentina                                 | 0        | 0         | 0     | 0   | 0      | -      | -    |
| 2005      | Top Race V6                                       | Boca Juniors Motorsport                               | 9        | 0         | s/d   | s/d | s/d    | 73,5   | 8.º  |
| 2005      | Top Race Original                                 | Bragado Motorsport                                    | 1        | 0         | s/d   | s/d | 1      | s/d    | s/d  |
| 2006      | Turismo Carretera                                 | Bessone Competición                                   | 16       | 0         | 0     | 0   | 1      | 63     | 14.º |
| 2006      | Turismo Competición 2000                          | RV Competición                                        | 1        | 0         | 0     | 0   | 1      | -      | -    |
| 2006      | Top Race V6                                       | Palermo Hollywood Racing                              | s/d      | 0         | 0     | s/d | s/d    | 63     | 14.º |
| 2007      | Turismo Carretera                                 | Motomel Racing                                        | 16       | 0         | 0     | 0   | 0      | 65     | 23.º |
| 2007      | Turismo Nacional Clase 3                          | Loris Team                                            | 3        | 0         | 0     | 0   | 0      | 27     | 32.º |
| 2007      | Top Race V6                                       | Palermo Hollywood Racing                              | 9        | 0         | 0     | s/d | 0      | 49     | 17.º |
| 2008      | Turismo Carretera                                 | Motomel Racing                                        | 14       | 0         | 0     | 0   | 0      | 37,5   | 33.º |
| 2008      | Turismo Nacional Clase 3                          | Loris Team                                            | 2        | 0         | 0     | 0   | 0      | 17     | 37.º |
| 2008      | Turismo Competición 2000                          | Escudería Río de la Plata                             | 1        | 0         | 0     | 0   | 0      | -      | -    |
| 2009      | Turismo Carretera                                 | Bessone Competición                                   | 1        | 0         | 0     | 0   | 0      | -      | NC   |
| 2009      | Turismo Competición 2000                          | Bainotti Factory Racing                               | 3        | 0         | 0     | 0   | 0      | 2      | 29.º |
| 2009      | Turismo Competición 2000 Copa de Pilotos Privados | Bainotti Factory Racing                               | 3        | 0         |       |     | 1      | 4      | 17.º |
| 2009      | Top Race V6                                       | Henry Martin Motorsport                               | 1        | 0         | 0     | 0   | 0      | -      | -    |
| 2010      | Turismo Carretera                                 | Bessone Motorsport Dole Racing                        | 2        | 0         | 0     | 0   | 0      | 4,5    | 61.º |
| 2011      | Turismo Competición 2000                          | DP-1 Team                                             | 1        | 0         | 0     | 0   | 0      | -      | -    |
| 2013      | Turismo Nacional Clase 3                          | DP-1 Team                                             | 6        | 0         | 0     | 0   | 0      | 27     | 37.º |
| 2014      | Turismo Nacional Clase 3                          | DP-1 Team                                             | 12       | 0         | 0     | 0   | 0      | 51     | 25.º |
| 2015      | Turismo Nacional Clase 3                          | DP-1 Team                                             | 12       | 0         | 0     | 0   | 0      | 43     | 28.º |
| 2016      | Turismo Carretera                                 | Ugalde Competición                                    | 1        | 0         | 0     | 0   | 0      | -      | -    |
| 2016      | Turismo Nacional Clase 3                          | GR Competición                                        | 11       | 0         | 0     | 0   | 0      | 62     | 28.º |
| 2017      | Turismo Carretera                                 | Ugalde Competición                                    | 1        | 0         | 0     | 0   | 0      | -      | -    |
| 2017      | Turismo Nacional Clase 3                          | GR Competición Arana Ingeniería Sport                 | 12       | 0         | 0     | 0   | 1      | 72     | 22.º |
| 2018      | Turismo Carretera                                 | Gurí Martínez Competición Sur-Cam                     | 1        | 0         | 0     | 0   | 0      | -      | -    |
| 2018      | Turismo Nacional Clase 3                          | Bessone Carrera Toyota Team                           | 12       | 0         | 0     | 0   | 0      | 55     | 23.º |
| 2018      | TC Pick Up                                        | Coiro Dole Racing                                     | 5        | 1         | 0     | 1   | 1      | 25     | 6.º  |
| 2018      | Torneo de pilotos invitados del TC Mouras         | JP Carrera                                            | 1        | 0         | 0     | 0   | 0      | 5,5    | 53.º |
| 2019      | Turismo Nacional Clase 3                          | Tito Bessone Toyota Team                              | 1        | 0         | 0     | 0   | 0      | 7      | 41.º |
| Fuente:   |                                                   |                                                       |          |           |       |     |        |        |      |

## Campeonatos logrados
- CAP 1982 Datsun 280 ZX
- CAP 1983 - Datsun 280 ZX
- CAP 1988 Nissan 300 ZX
- Supercart 1995 Ford Falcon
- Temporada 1996 del Turismo Competición 2000, con Ford Escort.
- Temporada 2003 del Turismo Carretera, con Dodge-Cherokee.
- Temporada 2003 del Turismo Nacional Clase 3, con Ford Escort.
- Temporada 2004 del Top Race, con Ford Escort.

## Estadísticas y puntos salientes en el TC 2000
- 263 carreras corridas (última: 200 km Bs. As. de 2011).
- 28 carreras ganadas (16 con Ford Sierra, 9 con Ford Escort, 2 con Chrysler Neon y 1 con Renault Fuego).
- 25 pole position.
- 31 récords de vuelta.
- Primer ganador con Renault Fuego en 1985.
- Subcampeón 1992 y 1994 con Ford Sierra XR4.
- Campeón del Torneo 1996 con Ford Escort.

## Estadísticas y puntos salientes en Turismo Carretera
- 173 carreras corridas (hasta el final del Torneo 2006).
- 26 podios.
- 9 victorias (4 con Ford Falcon y 5 con Dodge-Cherokee).
- 6 pole position.
- 12 récords de vuelta.
- Debut y triunfo con Ford Falcon el 22 de diciembre de 1985 en el Autódromo Municipal de Buenos Aires.
- Campeón del Torneo 2003 con Dodge Cherokee.

### Triunfos en el TC
| # | Fecha                   | Carrera                                  | Marca          |
| - | ----------------------- | ---------------------------------------- | -------------- |
| 1 | 22 de diciembre de 1985 | Autódromo Municipal de Buenos Aires      | Ford Falcon    |
| 2 | 28 de agosto de 1988    | Autódromo Municipal de Buenos Aires      | Ford Falcon    |
| 3 | 23 de octubre de 1988   | Autódromo Juan Manuel Fangio de Balcarce | Ford Falcon    |
| 4 | 17 de noviembre de 1996 | Autódromo Roberto Mouras de La Plata     | Ford Falcon    |
| 5 | 22 de noviembre de 1998 | Autódromo Roberto Mouras de La Plata     | Dodge Cherokee |
| 6 | 26 de marzo de 2000     | Autódromo Roberto Mouras de La Plata     | Dodge Cherokee |
| 7 | 22 de julio de 2001     | Autódromo Juan Manuel Fangio de Balcarce | Dodge Cherokee |
| 8 | 1 de junio de 2003      | Autódromo Sudamericano de Olavarría      | Dodge Cherokee |
| 9 | 5 de septiembre de 2004 | Autódromo Ciudad de Rafaela              | Dodge Cherokee |

## Resultados

### Turismo Competición 2000
| Año  | Equipo                    | Auto                 | 1     | 2         | 3     | 4     | 5     | 6       | 7     | 8         | 9    | 10     | 11        | 12    | 13    | 14        | 15     | 16     | 17    | 18    | 19      | 20     | 21     | 22     | 23    | 24    | 25    | 26    | 27        | 28     | Res. | Puntos |
| ---- | ------------------------- | -------------------- | ----- | --------- | ----- | ----- | ----- | ------- | ----- | --------- | ---- | ------ | --------- | ----- | ----- | --------- | ------ | ------ | ----- | ----- | ------- | ------ | ------ | ------ | ----- | ----- | ----- | ----- | --------- | ------ | ---- | ------ |
| 1997 |                           |                      | RAF I | RAF I     | RC I  | RC I  | POS   | POS     | SJU I | SJU I     | PAR  | PAR    | GR        | GR    | BB I  | BB I      | SJU II | SJU II | RC II | RC II | NDJ     | NDJ    | MZA    | MZA    | BB II | BB II | TRE   | TRE   | RAF II    | RAF II | 6.º  | 186    |
| 1997 | Esso Competición          | Ford Escort IV       | 8     | 17† (11†) | 3     | 5     | 5     | 1       | 2     | 1         | 1    | 14     | 14† (12†) | 8     | 4     | 21† (14†) | 14     | 1      | Ret   | 14    | 19 (14) | 5      | 6      | 4      | 7     | Ret   | 5     | 4     | 19† (13†) | Ret    | 6.º  | 186    |
| 1998 |                           |                      | AG I  | AG I      | MDP I | MDP I | RC I  | RC I    | SJU I | SJU I     | OLA  | OLA    | GR        | GR    | PAR I | PAR I     | BA     | BA     | BB    | BB    | SJU II  | SJU II | MDP II | MDP II | RC II | RC II | AG II | AG II | PAR II    | PAR II | 10.º | 70     |
| 1998 | Chrysler Esso             | Chrysler Neon I      | Ret   | 11 (10)   | Ret   | Ret   | 10    | 13 (11) | Ret   | 15† (11†) | Ret  | Ret    | 7         | Ret   | 14    | 5         | 4      | 4      | 2     | 5     | 7       | 5      | Ret    | 13     | 19    | 15†   | Ret   | Ret   | Ret       | 10     | 10.º | 70     |
| 1999 |                           |                      | AG I  | AG I      | MDP   | MDP   | POS   | POS     | OLA   | OLA       | RC   | RC     | BA I      | BA I  | BB    | BB        | TRE    | TRE    | AG II | AG II | GR      | GR     | RAF    | RAF    | PAR   | PAR   | SJO   | SJO   | BA II     | BA II  | 11.º | 87     |
| 1999 | Chrysler Esso             | Chrysler Neon I      | 5     | 1         | 6     | 6     | 10    | 14      | 11    | Ret       | 23†  | 7      | 19        | 4     | 3     | Ret       | 6      | Ret    | 7     | 15    | 6       | 7      | Ret    | Ret    | 24†   | 12    | 16†   | Ret   | 15†       | 15†    | 11.º | 87     |
| 2000 |                           |                      | RC I  | TRE       | AG    | SJU I | PAR I | OBE     | BB    | RAF       | BA I | SJO    | SJU II    | RC II | BA II | PAR II    |        |        |       |       |         |        |        |        |       |       |       |       |           |        | 11.º | 55     |
| 2000 | Chrysler Movicom          | Chrysler Neon II     | 10    | 10        | 17    | Ret   | 13    | 2       | 3     | 1         | Ret  | 6      | 15        | 12    | Ret   | Ret       |        |        |       |       |         |        |        |        |       |       |       |       |           |        | 11.º | 55     |
| 2001 |                           |                      | RAF   | RC        | BB    | SJU I | PAR   | BA I    | OBE   | AG I      | SJO  | SJU II | MDA       | RES   | AG II | BA II     |        |        |       |       |         |        |        |        |       |       |       |       |           |        | 28.º | 3      |
| 2001 | Mitsubishi Racing         | Mitsubishi Lancer VI |       |           |       |       |       |         |       |           |      |        |           | 8     |       |           |        |        |       |       |         |        |        |        |       |       |       |       |           |        | 28.º | 3      |
| 2004 |                           |                      | GR    | VIE       | SJU   | PAR   | SL    | OBE     | AG    | CON       | RC   | SRA    | BB        | BA    | RAF   | MDP       |        |        |       |       |         |        |        |        |       |       |       |       |           |        | -    | -      |
| 2004 | Berta Motorsport          | Ford Focus I         |       |           |       |       |       |         |       |           |      |        |           | 5     |       |           |        |        |       |       |         |        |        |        |       |       |       |       |           |        | -    | -      |
| 2005 |                           |                      | BA I  | PAR       | VIE   | SJU   | OLA   | AG      | CUR   | OBE       | RAF  | SRA    | CON       | BA II | SL    | GR        |        |        |       |       |         |        |        |        |       |       |       |       |           |        | -    | -      |
| 2005 | Toyota Team Argentina     | Toyota Corolla IX    |       |           |       |       |       |         |       |           |      |        |           | NL    |       |           |        |        |       |       |         |        |        |        |       |       |       |       |           |        | -    | -      |
| 2006 |                           |                      | BA I  | OLA       | CR    | VIE   | SFE   | SJU     | SRA   | RES       | CUR  | SMM    | GR        | BA II | OBE   | PAR       |        |        |       |       |         |        |        |        |       |       |       |       |           |        | -    | -      |
| 2006 | RV Competición            | Ford Focus I         |       |           |       |       |       |         |       |           |      |        |           | 3     |       |           |        |        |       |       |         |        |        |        |       |       |       |       |           |        | -    | -      |
| 2008 |                           |                      | PAR   | SAL       | GR    | SFE   | SJU   | RES     | AG    | BA        | OBE  | TRH    | VIE       | SMM   | PDF   | PDE       |        |        |       |       |         |        |        |        |       |       |       |       |           |        | -    | -      |
| 2008 | Escudería Río de la Plata | Honda Civic VIII     |       |           |       |       |       |         |       | 17†       |      |        |           |       |       |           |        |        |       |       |         |        |        |        |       |       |       |       |           |        | -    | -      |
| 2009 |                           |                      | AG    | GR        | OBE   | SMM   | TRH   | RES     | BA    | CEN       | SFE  | SFE    | SJU       | SJU   | PDF   |           |        |        |       |       |         |        |        |        |       |       |       |       |           |        | 29.º | 2      |
| 2009 | Bainotti Factory Racing   | Honda Civic VII      |       | Ret       | 9     | 16    |       |         |       |           |      |        |           |       |       |           |        |        |       |       |         |        |        |        |       |       |       |       |           |        | 29.º | 2      |
| 2011 |                           |                      | GR    | SFE       | SFE   | SMM   | SJU   | RES     | AG    | TRH       | LPL  | TRE    | JUN       | PDF   | PAR   |           |        |        |       |       |         |        |        |        |       |       |       |       |           |        | -    | -      |
| 2011 | DP-1 Team                 | Ford Focus I         |       |           |       |       |       |         |       |           | 26   |        |           |       |       |           |        |        |       |       |         |        |        |        |       |       |       |       |           |        | -    | -      |

#### Copa de Pilotos Privados
| Año  | Equipo                  | Auto            | 1  | 2   | 3   | 4   | 5   | 6   | 7  | 8   | 9   | 10  | 11  | 12  | 13  | Res. | Puntos |
| ---- | ----------------------- | --------------- | -- | --- | --- | --- | --- | --- | -- | --- | --- | --- | --- | --- | --- | ---- | ------ |
| 2009 |                         |                 | AG | GR  | OBE | SMM | TRH | RES | BA | CEN | SFE | SFE | SJU | SJU | PDF | 17.º | 4      |
| 2009 | Bainotti Factory Racing | Honda Civic VII |    | Ret | 3   | 8   |     |     |    |     |     |     |     |     |     | 17.º | 4      |

### TCR South America
| Año  | Equipo         | Auto             | 1   | 2   | 3   | 4   | 5   | 6   | 7   | 8   | 9   | 10  | 11  | 12  | 13  | 14  | 15  | 16  | 17  | 18  | Pos. | Pts. |
| ---- | -------------- | ---------------- | --- | --- | --- | --- | --- | --- | --- | --- | --- | --- | --- | --- | --- | --- | --- | --- | --- | --- | ---- | ---- |
| 2021 |                |                  | INT | INT | CUR | RIV | RIV | EPI | EPI | RCU | RCU | BA  | AG  | AG  | CDU | CDU |     |     |     |     | 11.º | 72   |
| 2021 | PMO Motorsport | Lynk & Co 03 TCR |     |     |     |     |     |     |     | 7   | 3   | 6   |     |     |     |     |     |     |     |     | 11.º | 72   |
| 2021 | PMO Racing     | Peugeot 308 TCR  |     |     |     |     |     |     |     |     |     |     | DNS | DNS | 4   | 7   |     |     |     |     | 11.º | 72   |
| 2023 |                |                  | AG  | AG  | ROS | ROS | TRH | INT | RIV | RIV | EPI | EPI | LAP | LAP | VLP | VLP | VEL | VEL | CAS | CAS | -    | 0    |
| 2023 | PMO Racing     | Peugeot 308 TCR  |     |     |     |     | 18  |     |     |     |     |     |     |     |     |     |     |     |     |     | -    | 0    |

#### Copa Trophy
| Año  | Equipo         | Auto             | 1   | 2   | 3   | 4   | 5   | 6   | 7   | 8   | 9   | 10  | 11  | 12  | 13  | 14  | 15  | 16  | 17  | 18  | Pos. | Pts. |
| ---- | -------------- | ---------------- | --- | --- | --- | --- | --- | --- | --- | --- | --- | --- | --- | --- | --- | --- | --- | --- | --- | --- | ---- | ---- |
| 2021 |                |                  | INT | INT | CUR | RIV | RIV | EPI | EPI | RCU | RCU | BA  | AG  | AG  | CDU | CDU |     |     |     |     | 3.º  | 165  |
| 2021 | PMO Motorsport | Lynk & Co 03 TCR |     |     |     |     |     |     |     | 1   | 1   | 1   |     |     |     |     |     |     |     |     | 3.º  | 165  |
| 2021 | PMO Racing     | Peugeot 308 TCR  |     |     |     |     |     |     |     |     |     |     | DNS | DNS | 1   | 2   |     |     |     |     | 3.º  | 165  |
| 2023 |                |                  | AG  | AG  | ROS | ROS | TRH | INT | RIV | RIV | EPI | EPI | LAP | LAP | VLP | VLP | VEL | VEL | CAS | CAS | 13°  | 27   |
| 2023 | PMO Racing     | Peugeot 308 TCR  |     |     |     |     | 5   |     |     |     |     |     |     |     |     |     |     |     |     |     | 13°  | 27   |

## Premios y reconocimientos
En septiembre de 2019 fue declarado Personalidad destacada de la Ciudad Autónoma de Buenos Aires en el ámbito del deporte por la Legislatura de la Ciudad Autónoma de Buenos Aires en reconocimiento por «no solo sus logros dentro de la pista sino sus cualidades como persona».